# رادیم نچاس
رادیم نچاس (چکی: Radim Nečas؛ زادهٔ ۲۶ اوت ۱۹۶۹) بازیکن فوتبال اهل جمهوری چک بود.
از باشگاه‌هایی که در آن بازی کرده‌است می‌توان به باشگاه فوتبال اسلاویا پراگ، باشگاه فوتبال باومیت یابلونتس، باشگاه فوتبال اسلوان براتیسلاوا، و باشگاه فوتبال بانیک استراوا اشاره کرد.
وی همچنین در تیم‌های ملی فوتبال زیر ۲۱ سال چکسلواکی و جمهوری چک بازی کرده‌است.